# Søre Steinskjeret
Søre Steinskjeret est une île norvégienne du comté de Hordaland appartenant administrativement à Bergen.

## Description
Rocheuse et couverte d'arbres, à fleur d'eau, elle s'étend sur environ 63 m de longueur pour une largeur approximative de 59 m. Elle est occupée pratiquement entièrement par une habitation. 